# Trimazozin
A trimazozin (INN: trimazosin) fehér színű kristályos anyag. Vérnyomáscsökkentő gyógyszer. Szelektív periferiális α1-adrenoreceptor(en) antagonista, de más – egyelőre nem ismert – hatásmechanizmussal is csökkenti a vérnyomást. Szájon át és intravénásan is adható.
Gyengébb hatású a hasonló szereknél. Egy tanulmány szerint patkányokban a hatáserősség sorrendje: prazozin > tiodazozin > fentolamin(en) > trimazozin. Egy másik tanulmány szerint gyengébb hatású a propranololnál.
Fő metabolitja az 1-hidroxi-trimazozin (CP 23445).